# André Barrais
André René Félix Barrais (ur. 22 lutego 1920 w Levallois-Perret, zm. 15 stycznia 2004 w Plougastel-Daoulas) – francuski koszykarz. Wraz z reprezentacją Francji zdobył srebrny medal podczas Letnich Igrzysk Olimpijskich 1948 w Londynie.